# 扇田博元
扇田博元（おうぎだ ひろもと、1923年11月1日 - ）は、日本の教育学者。
奈良県生まれ。本名・常博。関西学院大学文学部教育学科卒、同大学院教育心理学修士課程修了、大伴教育研究所員、大阪府教育研究所員、大阪府科学教育センター主事、奈良文化女子短期大学教授、兵庫女子短期大学教授、近畿大学教養学部教授、ニューポート大学教授。日本個性教育研究会会長。

## 著書
- 『絵による児童診断法』黎明書房 1958
- 『子どもの再発見 親は子を誤解している』創元新書 1967
- 『創造学力の開発』明治図書出版 1967
- 『人間味の教育』黎明書房 1975
- 『意欲をひきだす教育 子どもの可能性を見つける』創元社 1979
- 『絵による児童の個性発見法』黎明書房 1981
- 『独創教育への改革 真の実力とはなにか』第一書房 1983
- 『絵による児童診断ハンドブック 個性の見方と生かし方』黎明書房 1986
- 『個性を生かす教育 子どもの発想力を育てる』黎明書房 1989
- 『絵による児童診断ハンドブック』黎明書房 描画心理学双書 1999

### 共編著
- 『創造学習方式』富田明共著 明治図書 1964
- 『絵による個性発見 描画完成法』畠山忠共著 黎明書房 1976
- 『転移学力を育てる』兵庫県加古川小学校共著 黎明書房 双書・現場の教育実践 1978
- 『小学校授業づくりアイデア全書 豊かな発想を育てる 第5巻 生活』田中博之共編 ぎょうせい 1992
- 『自ら学び考える力をつける教育実践 知識中心の学習から問題解決の学習へ』編著 学事出版 1999

### 翻訳
- E.P.トーランス『創造性と学習』監訳 明治図書出版 1972
- 『現代教育への挑戦 OECD報告書』第一法規出版 1986

## 論文
- Cinii